# Adama Ndiaye
Adama Ndiaye, ou Adama Amanda Ndiaye (Kinshasa, 1977) também conhecida como Adama Paris, nome da marca que tem criado, é uma desenhadora de moda senegalesa organizadora de diversos acontecimentos internacionais entre eles a Black Fashion Week que se celebra em Praga, Bahia, Paris e Montreal desde 2010.

## Reconhecimentos
Em 2015, Adama Ndiaye foi includa no «Top 50, mulheres mais poderosas de África», pela revista semanal Jeune Afrique.